# Maisonneuve et Larose
Pour les articles homonymes, voir Maisonneuve.
G. P. Maisonneuve et Larose est une maison d'édition orientaliste fondée en 1961 par le regroupement du fonds de la Librairie orientale et américaine Gustave-Paul Maisonneuve - racheté par Max Besson et par M. Pinardon, successeur de Larose, située dans le Quartier Latin de Paris. Elle a notamment édité les œuvres et les traductions de l'arabisant et islamologue Régis Blachère. 
Ayant cessé ses activités en octobre 2008, et mise en liquidation judiciaire depuis le 19 mai 2011, elle a été relancée en 2017 par le journaliste et arabisant Antoine Sfeir et l'éditeur Alain Jauson, ancien directeur général de Maisonneuve et Larose, sous le nom de Hémisphères éditions, Maisonneuve et Larose Nouvelle Editions.